# Samuel Dale

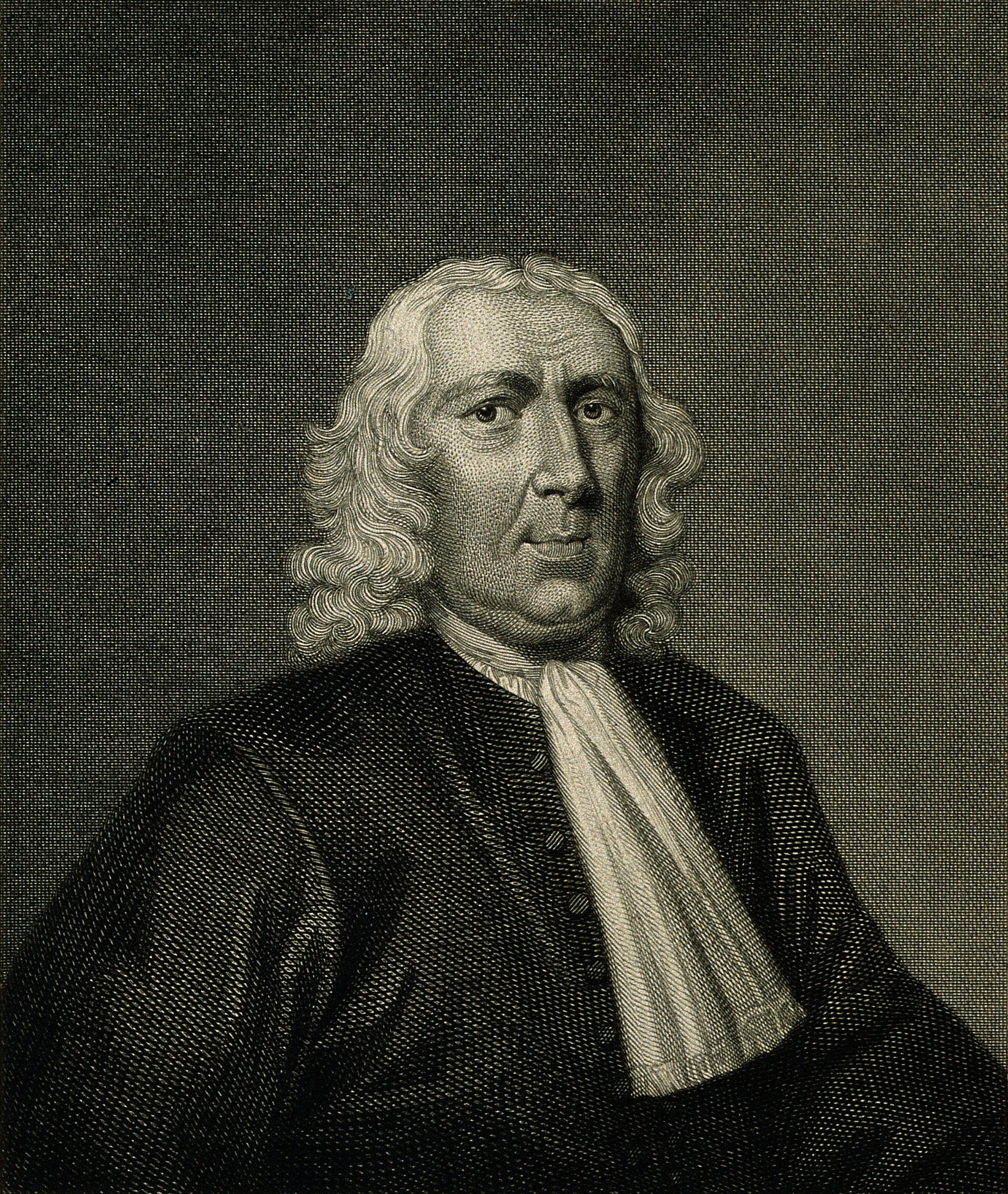
Samuel Dale

Samuel Dale (* 1659 in Whitechapel; † 6. Juni 1739 in Bocking, Essex) war ein englischer Apotheker und Arzt. Seine 1603 erschienen pharmakologische Schrift Pharmacologia gilt als sein wichtigste Werk, das mehrere Auflagen erfuhr.
Sein offizielles botanisches Autorenkürzel lautet „S.Dale“.

## Leben und Wirken
Dale ist ein Sohn von North Dale, einem Seidenspinner aus Whitechapel. Er wurde am  15. August 1659 in der Kirche St Olave in London getauft. Am 5. Mai 1674 begann Dale beim Londoner Apotheker Thomas Wells seine achtjährige Ausbildung. Er betrieb in Braintree eine Apotheke und war Nachbar und Freund von John Ray. Am 3. April 1682 wurde Dale Lizentiat des Royal College of Physicians. Er zog nach Bocking, wo er bis zu seinem Lebensende als Arzt praktizierte.
1693 erschien sein Werk Pharmacologia, eine Sammlung von Namen und Synonymen von Arzneimitteln die jeweils mit einem kurzen Hinweis auf deren Wirkung versehen waren. 1705 folgte eine Ergänzung des Werkes. Von 1692 bis 1736 verfasste Dale Beiträge für die Philosophical Transactions der Royal Society.

## Ehrungen
Carl von Linné benannte Dale zu Ehren die Gattung Dalea der Pflanzenfamilie der Hülsenfrüchtler (Fabaceae).

## Schriften (Auswahl)

### Bücher
- Pharmacologia, seu Manuductio ad materiam medicam, in qua medicamenta officinalia simplicia […]. London 1693 (Digitalisat).
  - Supplement: Pharmacologia, seu Manuductio ad materiam medicam Supplementum […]. London 1705 (Digitalisat).
  - 2. Auflage, London 1710 (Digitalisat).
  - 3. Auflage, London 1737 (Digitalisat).
  - 4. Auflage, Leiden 1739 (Digitalisat).
  - 5. Auflage, Leiden 1751 (Digitalisat) – herausgegeben von Herman Boerhaave.
- Silas Taylor (1624–1678, alias Domville): The history and antiquities of Harwich and Dovercourt topographical, dynastical and political. London 1730 (Digitalisat) – als Herausgeber 
  - 2. Auflage, London 1732 (Digitalisat)

### Zeitschriftenbeiträge
- Three queries relating to shells. In:  Philosophical Transactions. Band 17, Nr. 197, 28 February 1693, S. 641–645 (doi:10.1098/rstl.1693.0011).
- A letter from Mr. Samuel Dale, giving a further account of some coins found at Honedon in Suffolk. In:  Philosophical Transactions. Band 17, Nr. 203, 30. September 1693, S. 874 (doi:10.1098/rstl.1693.0059).
- An abstract of a letter sent from Mr. Samuel Dale to Mr. John Houghton, S. R. S. concerning the making of turnep-bread in Essex. In:  Philosophical Transactions. Band 17, Nr. 205, 30. November 1693, S. 970 (doi:10.1098/rstl.1693.0075).
- An abstract of a letter from Mr. Samuel Dale, to Dr. William Briggs, M. D. F. R. S. concerning a contumacious jaundise, accompanied with a very odd case in vision. In:  Philosophical Transactions. Band 18, Nr. 211, 30. Juni 1694, S. 158–159 (doi:10.1098/rstl.1694.0032).
- An account of a very large eel, lately caught at Maldon in Essex; with some considerations about the generation of eels, by Mr. Dale. In:  Philosophical Transactions. Band 20, Nr. 238, 31. März 1698, S. 90–97 (doi:10.1098/rstl.1698.0021).
- Part of a letter of Mr. Dale from Braintree, Feb. 1. 1699, to Dr. Martin Lister, Fellow of the College of Physicians and R. S. concerning several insects. In:  Philosophical Transactions. Band 21, Nr. 249, 28. Februar 1699, S. 50–51 (doi:10.1098/rstl.1699.0010).
- A letter from Mr. Samuel Dale to Mr. Edward Lhwyd, Keeper of the Ashmolean Repository in Oxford, concerning Harwich Cliff, and the fossil shells there. In:  Philosophical Transactions. Band 24, Nr. 291, 30. Juni 1704, S. 1568–1578 (doi:10.1098/rstl.1704.0013).
- A letter from Mr Samuel Dale to Hans Sloane, R. S. Secr, giving an account of what manuscripts were left by Mr John Ray, together with some anatomical observations made at Padua by the said Mr Ray. In:  Philosophical Transactions. Band 25, Nr. 307, 1. September 1706, S. 2282–2303 (doi:10.1098/rstl.1706.0022).
- A letter from Samuel Dale, M. L. to Sir Hans Sloane, Bart. President of the Royal Society, containing the descriptions of the moose-deer of New-England, and a sort of stag in Virginia; with some remarks relating to Mr Ray’s description of the flying squirrel of America. In:  Philosophical Transactions. Band 39, Nr. 444, 31. Dezember 1736, S. 384–389 (doi:10.1098/rstl.1735.0078).